# إيون بيسويو
إيون بيسويو (بالرومانية:Ion Besoiu) (11 مارس 1931، سيبيو - 18 يناير 2017)، ممثل روماني.

## روابط خارجية
- إيون بيسويو على موقع IMDb (الإنجليزية)
- إيون بيسويو على موقع ديسكوغز (الإنجليزية)
- إيون بيسويو على موقع قاعدة بيانات الفيلم (الإنجليزية)